# 丹佛自然和科學博物館

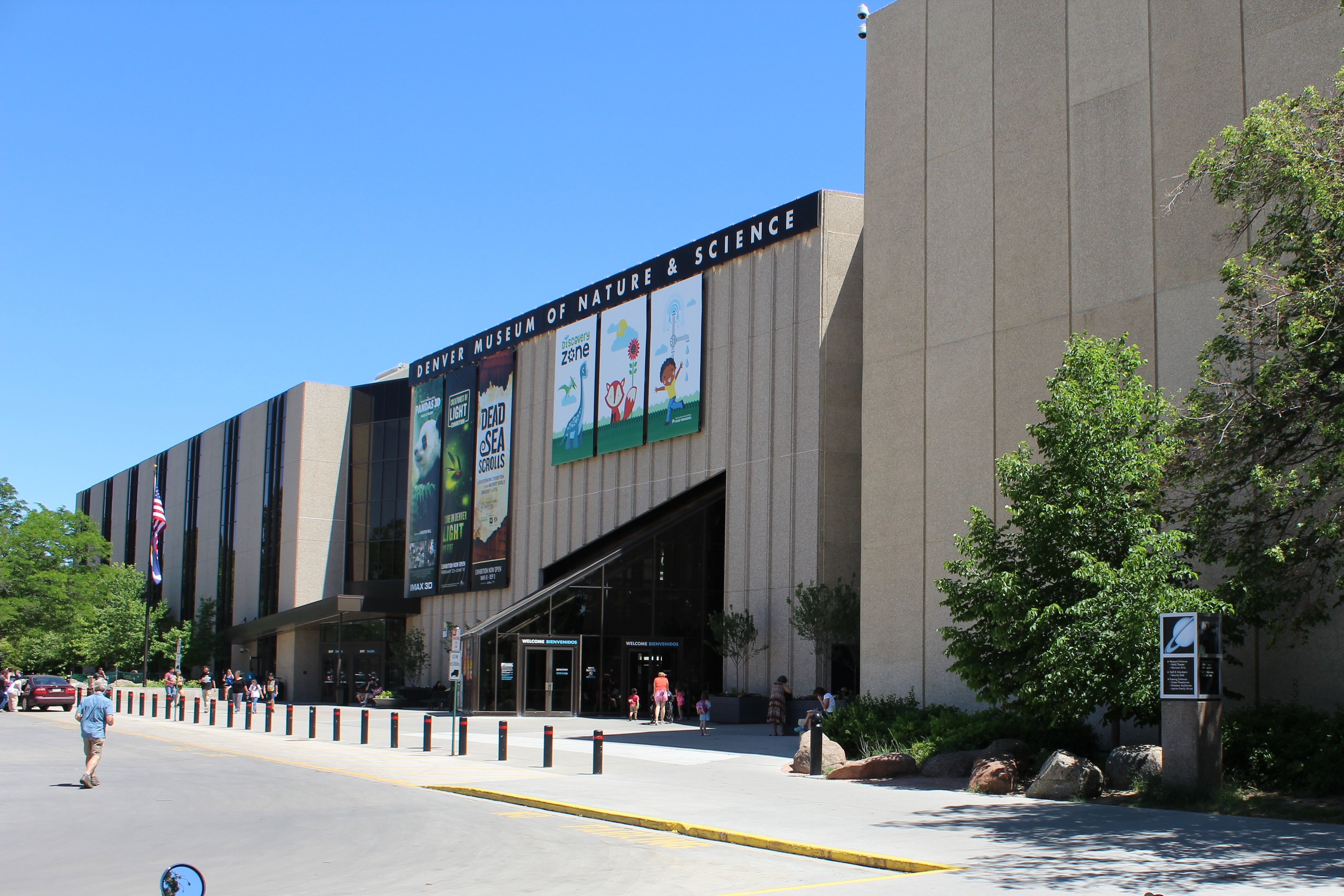

丹佛自然和科學博物館（Denver Museum of Nature & Science）是美國科羅拉多州丹佛的一座公立博物館。這座博物館的主樓面積達716,000-平方英尺（66,519-平方），藏品數超過100萬件。

## 外部連結
- 官方网站
- Denver Museum of Nature & Science on Google Cultural Institute （页面存档备份，存于）

39°44′51″N 104°56′33″W / 39.74750°N 104.94250°W